# Jan Gniński

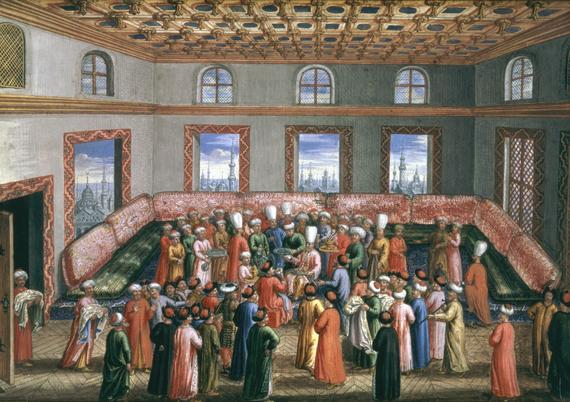
Misiunea lui Jan Gniński la Istanbul: Recepția de primire a solului polonez, 1679. Pictură în guașă pe hârtie, realizată de Pierre Paul Sevin.

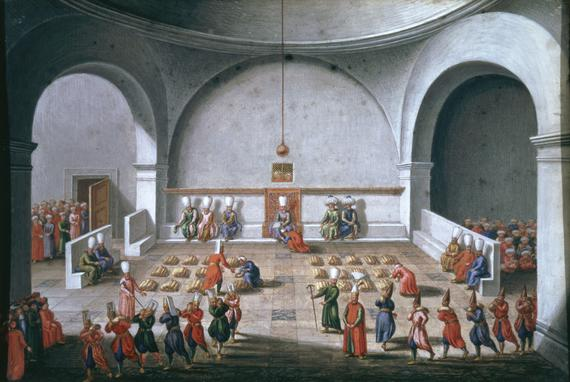
Misiunea lui Jan Gniński la Istanbul: Ceremonia de plată a ienicerilor, 1679. Pictură în guașă pe hârtie, realizată de Pierre Paul Sevin.

Jan Gniński (d. circa 1685) a fost un diplomat polono-lituanian și trezorier al Curții Regale. A îndeplinit demnitățile de vicecancelar al Coroanei începând din 1681, voievod de Malbork în 1681, guvernator de Chelm (1668-1680) și membru al Seimului. El a participat la războaiele între Polonia și Suedia și la Primul Asediu al Vienei (1683) și a fost trimis ca sol diplomatic în Imperiul Otoman.